# Stéphanie Cohen-Aloro
Stéphanie Cohen-Aloro (París, Francia, 18 de marzo de 1983) fue una tenista francesa. Se retiró en febrero de 2011.